# Antoni Grabowski
Antoni Grabowski (Nowe Dobre, cerca de Chełmno, Polonia, 11 de junio de 1857-Varsovia, Polonia, 4 de julio de 1921) fue un ingeniero químico polaco y activista de los primeros movimientos del idioma esperanto. Sus traducciones tuvieron un impacto influyente en el desarrollo del esperanto como lenguaje literario.

## Educación y carrera profesional
Poco después de su nacimiento, la familia Grabowski se mudó de Nowe Dobre a Toruń. Debido a la pobreza de sus padres, Grabowski tuvo que empezar a trabajar poco después de dejar la escuela.
No obstante, él mismo se preparó, llevado por su gran deseo de aprender, para el examen de ingreso en el instituto de enseñanza secundaria, lo cual consiguió con distinciones.
En la Escuela Nicolás Copérnico de Torun demostró que sus conocimientos eran muy superiores al de los demás de su edad y fue trasladado dos veces a un curso superior. En 1879, la situación financiera de la familia mejoró y, después de su examen de bachillerato, Grabowski estudió filosofía y ciencias naturales en la Universidad de (Varsovia).
Acto seguido trabajó como ingeniero químico en Zawiercie y unas cuantas localidades que ahora son parte de la República Checa, y finalmente como gerente en una factoría textil en Ivánovo-Voznesensk, 250 km al noreste de Moscú.
Entre tanto, continuó estudiando problemas químicos en profundidad. Era conocido por los expertos en el tema de toda Europa por multitud de inventos e innovaciones tecnológicas. Grabowski fue nominado para la comisión encargada de redactar la terminología técnica polaca. Pocos años después en 1906 publicó "Słownik chemiczny", el primer diccionario de química polaco.

## Esperanto y literatura
Durante su carrera universitaria, Antoni Grabowski desarrolló un profundo interés por la literatura. De esta manera se convirtió en miembro de la Sociedad Literaria Eslava (Towarzystwo Literacko-Słowianskie). Pero no le bastó con su interés por la literatura y el idioma polaco; gradualmente aprendió un número considerable de idiomas y llegó a ser un verdadero políglota. Aparte de su lengua materna, fue capaz de hablar nueve idiomas y usar pasivamente al menos quince. Desde este trasfondo, no sorprende que, como estudiante, Grabowski estuviese interesado en la idea de un idioma internacional.
En aquel momento, este papel lo pretendía el Volapük, de forma que Grabowski lo aprendió. Pero cuando Grabowski visitó a Johann Martin Schleyer, el autor del proyecto, se dio cuenta de que ni siquiera éste sabía hablar el idioma de forma fluida, de forma que terminaron llevando la conversación en alemán. Era evidente que la lengua no servía para el uso cotidiano, y Grabowski dejó de ocuparse del Volapük, aunque sin renunciar a la idea de una lengua internacional.
En 1887 compra y estudia con detalle el recién aparecido "Dr. Esperanto. Lengua internacional. Prólogo y manual completo" en el que el Dr. L. L. Zamenhof presenta su proyecto de lengua internacional, que pronto se conocerá con el nombre que había escogido como pseudónimo, Esperanto. Impresionado por la sencilla estructura y su capacidad expresiva, Grabowski se va a Varsovia y visita a Zamenhof. Se considera tradicionalmente que ésta fue la primera conversación en esperanto fuera del ámbito familiar del propio iniciador del idioma.
Al igual que Zamenhof, Antoni Grabowski se da cuenta de la importancia de la literatura en el desarrollo de las lenguas, y tanto más en el caso del esperanto, que empieza a transformarse de un proyecto en una lengua que opera en todos los aspectos de la vida social. Grabowski comienza su actividad y ya en 1888 aparece su traducción de "La tormenta de nieve" de Aleksandr Pushkin. En el año 1889 continúa con "Los hermanos" de Johann Wolfgang von Goethe.
Cuando en 1904 se funda la Sociedad Esperantista de Varsovia, Grabowski es elegido su presidente. Tras su conversión en la Sociedad Esperantista Polaca, continúa en la misma labor. En 1908 es nombrado director de la sección de gramática de la Academia de Esperanto. A la vez, redacta artículos, da conferencias y desarrolla labores organizativas.
En el periodo 1908-1914 da clases en diversas escuelas de Varsovia. En un artículo de 1908 es uno de los primeros en dar cuenta de los valores propedéuticos del esperanto, dando cuenta de la capacidad del esperanto para facilitar el aprendizaje del francés y el latín.
La antología "El Parnaso de Popoloj" (Del Parnaso de los pueblos), que apareció en 1913, es una colección de 116 poemas, con representación de 30 lenguas y culturas; 6 estaban escritas de forma original en esperanto y el resto traducidas. 
Durante la Primera Guerra Mundial Grabowski, ya enfermo, se queda solo en Varsovia, ya que el resto de su familia huye a Rusia. En esta situación traduce la epopeya polaca Pan Tadeusz de Adam Mickiewicz. La traducción es soberbia, fiel en el contenido y en la forma, y está considerada como un modelo de la mejor literatura en esperanto.
Tras la muerte de Zamenhof en 1917, vivió de forma muy solitaria y su estado de salud empeoró. Siguió trabajando por el esperanto hasta su fallecimiento en 1921.

## Obras
En la Red pueden encontrarse algunos de sus poemas originales:
Antologías - traducciones y originales:
- La liro de la esperantistoj - poemario - 1893
- El Parnaso de Popoloj - poemario

Traducciones:
- Los hermanos de Johann Wolfgang von Goethe - 1889
- Mazepa, drama de Juliusz Słowacki
- Halka, ópera de Stanisław Moniuszko
- Pan Tadeusz de Adam Mickiewicz
- La tormenta de nieve, de Aleksandr Pushkin - 1888
- En Suiza, de Juliusz Słowacki
- Ella la tercera, de Henryk Sienkiewicz
- Pecados de infancia, de Bolesław Prus
- Consilium Facultatis, de Fredo

Material de aprendizaje:
- Kondukanto internacia de l' interparolado
- Granda Vortaro Pola-E kaj E-Pola (Diccionario polaco-esperanto)